# (2887) Krinov
(2887) Krinov (1977 QD5) – planetoida z pasa głównego asteroid okrążająca Słońce w ciągu 3,4 lat w średniej odległości 2,26 j.a. Odkryta 22 sierpnia 1977 roku.